# Rotes Rathaus

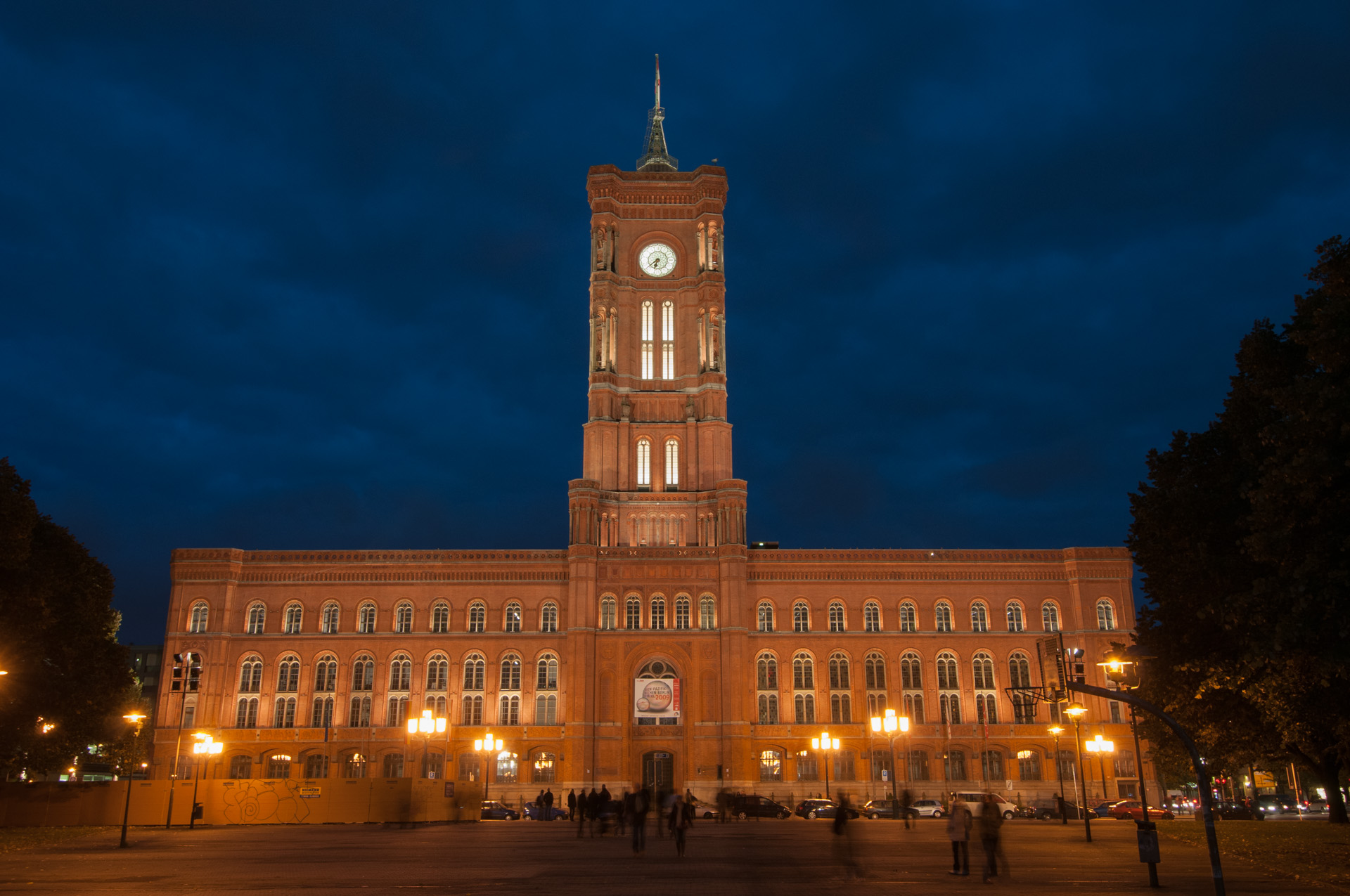
Rotes Rathaus à noite

Rotes Rathaus é a prefeitura de Berlim, localizada no distrito de Mitte, na Rathausstraße, perto de Alexanderplatz. É a residência oficial do prefeito e do governo (o Senado de Berlim) do estado de Berlim. O nome do edifício do marco data do projeto da fachada com tijolos vermelhos de clínquer.